# Краснов Руслан Загідович
Руслан Загідович Краснов (нар. 16 травня 1994 року в місті Дніпро) — український військовослужбовець, учасник Революції гідності та російсько-української війни, український підприємець та депутат Дніпропетровської обласної ради VIII скликання, голова фракції «Громадська сила» у ДОР. Входить до складу постійної комісії обласної ради з питань культури та духовності.

## Життєпис
Народився 16 травня 1994 року в місті Дніпро. 2012 року закінчив ліцей № 100 в Дніпрі та вступив до Київського національного університету імені Тараса Шевченка за спеціальністю «Правознавство». 2015 року, будучи студентом третього курсу став депутатом Дніпровської міської ради. 2017 року закінчив університет, після того отримав другу вищу освіту у Дніпропетровському регіональному інституті державного управління Національної академії державного управління при президенті України.
З 2015 до 2020 року був депутатом Дніпровської міської ради VII скликання від партії «Громадська сила». В цей же час був членом постійної комісії міської ради з питань охорони здоров'я, соціального захисту населення та міжнародних відносин.
2020 року був обраний депутатом Дніпропетровської обласної ради VIII скликання та входить до складу постійної комісії обласної ради з питань культури та духовності.
Після Російського вторгнення в Україну 2022 року приєднався до Сили спеціальних операцій Збройних сил України. З того часу боронить Україну від російської агресії.

## Діяльність
З 2014 року активно займається волонтерством.
З 2015 року був депутатом Дніпровської міської ради VII скликання та очолював Всеукраїнську громадську організацію «ОПОРА».
Є депутатом Дніпропетровської обласної ради VIII скликання. Входить до поліцейської комісії Головного управління Національної поліції в Дніпропетровській області.
2023 року став ініціатором розробки комплексної стратегії реабілітації військових при сприянні Дніпропетровської обласної військової адміністрації.
Є керівником молодіжного крила Всеукраїнської громадської організації «Громадська сила». Не одружений. Є кандидатом в майстри спорту України з вільної боротьби.

## Скандали
У листопаді 2021 року потрапив у скандал, пов'язаний з мером Дніпра Борисом Філатовим.

## Нагороди
- Нагрудний знак «Знак пошани»
- Почесний нагрудний знак «Золотий хрест»